# Bonnie and Clyde (film)
Bonnie and Clyde is een Amerikaanse misdaadfilm uit 1967 van regisseur Arthur Penn met in de hoofdrollen Warren Beatty en Faye Dunaway.
Het scenario van de film is gebaseerd op de laatste jaren van Bonnie Parker en Clyde Barrow, een berucht misdadigersduo uit de jaren dertig.
Bonnie and Clyde was een voor zijn tijd revolutionaire film, die het gangstergenre voorgoed herschreef. De cinematografische stijl en rauwe montage leidden zowel tot een commercieel als esthetisch succes. De film, die duidelijk was geïnspireerd door de nouvelle vague, wordt dan ook vaak beschouwd als het begin van het New Hollywood-tijdperk. Andere filmmakers werden gestimuleerd om meer seks en geweld in hun films te stoppen.
De film won twee Oscars en werd genomineerd voor zeven. Bonnie and Clyde lanceerde ook de carrière van acteur Gene Hackman, die de rol van Clydes broer vertolkt. De film werd in 1992 geselecteerd voor conservatie door de National Film Registry van de Library of Congress.

## Verhaal
Amerika is in het begin van de jaren dertig in de greep van de Grote Depressie. Miljoenen zijn werkloos en de armoede is groot. Het is ook de tijd dat grote gangsters als Dillinger en Al Capone het land lijken te regeren. Aankomend gangster Clyde Barrow is nog niet zover. Hij is een kleine crimineel die de serveerster Bonnie Parker inpalmt met zijn machogedrag. Samen beginnen ze winkels en benzinestations te overvallen. Het is allemaal nogal amateuristisch en weinig lucratief. Als de bende wordt uitgebreid met Buck Barrow, de broer van Clyde, en de wat verwarde C.W. Moss, een voormalige pompbediende, worden de overvallen gewelddadiger en professioneler. Ook de vrouw van Buck, Blanche, wordt meegezogen in de spiraal van geweld en moord. De bende overvalt al snel banken en schiet gericht op kassiers, voorbijgangers en bankmanagers. De bendeleden worden achtervolgd door de wet, maar lijken onaantastbaar. Ze nemen Texas Ranger Frank Hamer gevangen, vernederen hem en nemen foto's van het gebeuren die worden verspreid onder de pers. Niet lang daarna slaat de politie terug en overvalt de bende in hun slaap. Buck wordt dodelijk gewond en Blanche wordt gevangengenomen. Bonnie, Clyde en Moss weten te ontkomen. Hamer slaagt er uiteindelijk in de drie bandieten te lokaliseren in het huis van de vader van C.W. De Texas Ranger bereidt snel een hinderlaag voor met de hulp van de vader van Moss, Ivan Moss. Deze ziet Bonnie en Clyde als duivels die van zijn zoon een crimineel hebben gemaakt. Hij gaat met zijn auto langs de kant van de weg staan en laat een band leeglopen. Ondertussen heeft de politie zich verborgen in de bosjes. Als Bonnie en Clyde komen aanrijden, herkennen ze Ivan als de vader van Moss en stoppen om de man te helpen. Op dat moment opent de politie het vuur en het duo wordt doorzeefd met kogels.

## Rolverdeling
| Acteur             | Personage       |
| ------------------ | --------------- |
| Warren Beatty      | Clyde Barrow    |
| Faye Dunaway       | Bonnie Parker   |
| Gene Hackman       | Buck Barrow     |
| Michael J. Pollard | C.W. Moss       |
| Estelle Parsons    | Blanche         |
| Dub Taylor         | Ivan Moss       |
| Denver Pyle        | Frank Hamer     |
| Gene Wilder        | Eugene Grizzard |
| Evans Evans        | Velma Davis     |
| Mabel Cavitt       | Mevrouw Parker  |

## Voorgeschiedenis

### Het idee
Het idee voor een film over Bonnie en Clyde kreeg vorm nadat Robert Benton en David Newman, beiden journalist bij het blad Esquire, in 1960 terugkwamen van een bioscoopbezoek. Ze hadden de film À bout de souffle (1960) van Jean-Luc Godard gezien. Benton en Newman waren al langere tijd bezig met ideeën voor een scenario gebaseerd op beruchte personen. Godards film gaat over een crimineel die een politieman vermoordt en met zijn vriendin vlucht in een auto. De gangster wordt door de politie doodgeschoten.
Terwijl ze nadachten over de film vertelde Benton over het boek The Dillinger Days van John Toland, dat hij had gelezen. Daarin stond een verhaal over Bonnie Parker en Clyde Barrow, ook een koppel dat agenten doodt en ten slotte wordt doodgeschoten door de politie. Het was voor Benton ook een beetje nostalgie. Als kind had hij in Texas gewoond, waar hij veel verhalen over het duo had gehoord.

### Truffaut en Godard
Benton en Godard waren beiden een groot bewonderaar van een andere beroemde Franse regisseur, François Truffaut en lieten hem het scenario lezen. Truffaut was onder de indruk en dacht erover het project te regisseren. Hij bracht enkele veranderingen in het scenario aan. Maar hij had zich ook laten vastleggen om de film Fahrenheit 451 te maken, en dat project kreeg voorrang. Met toestemming van Benton en Godard ging het scenario vervolgens naar zijn landgenoot Jean-Luc Godard. Godard was gecharmeerd van het scenario, maar de Amerikaanse producenten stonden niet te trappelen om geld bijeen te brengen voor een Amerikaanse gangsterfilm die gemaakt zou worden door een Franse regisseur die amper Engels sprak. Het project verdween in de la.

### Beatty en Penn
Warren Beatty werd door Truffaut getipt over het scenario. De Franse regisseur had hem verteld dat de rol van Clyde zeer geschikt was voor de acteur. Beatty ging aan het lezen en zag mogelijkheden voor een film. Hij nam contact op met Benton en Newman en betaalde 75.000 dollar voor het scenario. Hij ging ook op zoek naar een geschikte regisseur en kwam uit bij Arthur Penn. Deze stond op dat moment niet aan de top van de lijst van succesvolle regisseurs. Zijn laatste twee films, Mickey One (1965), en The Chase (1966), waren geflopt. Bij The Chase was hij zelfs ontslagen. De regisseur zat in een depressie en weigerde aanvankelijk om de film te regisseren. Beatty die met Penn had gewerkt in Mickey One vond echter dat deze een Europese, Nouvelle Vague-achtige stijl had die paste bij Bonnie en Clyde en haalde hem over de film te maken. Beatty onderhandelde met Warner Bros. voor een productiedeal en accepteerde een salaris van 200.000 dollar en veertig procent van de winst. Volgens geruchten zou Beatty zwaar door het stof zijn gegaan om de film te kunnen maken, maar de acteur/producent heeft dit altijd ontkend. Het feit dat Beatty zo'n hoog percentage winstdeling kreeg lag eerder in het feit dat Warner Bros. ervan overtuigd was dat de film hooguit een bescheiden winst zou maken of slechts uit de kosten zou komen. Toen de film een hit werd, kreeg Beatty zoveel geld dat hij een van de rijkste en invloedrijkste Hollywoodsterren werd. De studio liep echter een fortuin mis en de studiobazen namen zich voor nooit meer dergelijke deals te maken.

## Scenario

### De oerversie (Benton en Newman)
Benton en Newman zagen Bonnie en Clyde niet zo zeer als bankrovers, maar als revolutionairen die zich verzetten tegen de heersende orde. Met dat idee in hun achterhoofd schreven ze het scenario. Omdat de film geen documentaire zou worden, veroorloofden ze zich enige vrijheden. De echte Bonnie en Clyde bijvoorbeeld hadden meer dan twee handlangers. Ze besloten verscheidene aspecten van die handlangers samen te laten vloeien tot één personage: C.W. Moss. In het oorspronkelijke scenario was het personage Clyde Barrow biseksueel en was er in een bepaalde scène sprake van een ménage à trois tussen Bonnie, Clyde en C.W. Moss. Benton en Newman schreven na werktijd aan hun scenario en werkten soms 's nachts door terwijl ze luisterden naar Lester Flatt en Earl Scruggs opname van Foggy Mountain Breakdown. Dit was een instrumentaal bluegrassnummer dat werd gespeeld op een banjo. Het zou later worden opgenomen in de soundtrack van de film, hoewel de muziek stamt uit 1945.

### De herschreven versie (Towne)
Een van de meest controversiële elementen van het scenario was dat Clyde in de film openlijk homoseksueel of op zijn minst biseksueel was. In het conservatieve Hollywood, waar films nog altijd gemaakt werden volgens de Hays Code, was openlijke homoseksualiteit nog taboe. Ook Arthur Penn was hier huiverig voor en wilde weer uit de productie stappen. Om Penn toch over te halen om te regisseren, besloot Beatty om scenarist Robert Towne aan te trekken. Towne herschreef het scenario van Benton en Newman. Hij hield rekening met de wens van Arthur Penn om van Bonnie and Clyde een komische en romantische versie te maken van het bekende gangstergenre uit de jaren 1930. Een aantal gewelddadige scènes zouden nu komisch in beeld worden gebracht en doen denken aan slapstick-films. Towne voegde niet alleen scènes toe, maar verplaatste bijvoorbeeld de ontvoering van Eugene Grizzard en diens verloofde van het einde van de film naar het moment vlak voor de hereniging van Bonnie met haar moeder. Ondanks de protesten van Benton en Newman haalde Towne ook de verwijzingen naar Clydes homoseksualiteit uit het scenario. In de herschreven versie is Clyde impotent, waarbij het pistool van Clyde een pseudopenis wordt. In de film is te zien hoe Bonnie het wapen suggestief streelt.

## Acteurs

### Bonnie Parker
De keuze voor de acteur die Clyde moest spelen was al bepaald voor de opnames begonnen. Warren Beatty kon als producent zichzelf als acteur selecteren. Anders lag het met rol van Bonnie Parker. De zuster van Beatty, Shirley MacLaine, was lange tijd een optie, maar Beatty zocht een ander type actrice. Ook zijn aanvankelijke keus, Leslie Caron, zijn toenmalige vriendin, viel af omdat Beatty haar toch niet geschikt achtte. Met MacLaine en Caron uit de weg, stond de deur voor de rol weer wijd open. Een groot aantal actrices was in de race om Bonnie Parker te spelen, Jane Fonda, Tuesday Weld, Ann-Margret, Carol Lynley en Sue Lyon. Weld was vrijwel zeker van de rol tot ze ontdekte dat ze zwanger was en zich terugtrok. Ook zangeres Cher van het duo Sonny and Cher deed auditie, maar viel af. Beatty zelf had graag Natalie Wood de rol gegeven, maar de actrice was bezig met een therapie vanwege de psychische problemen waarmee ze worstelde en had weinig zin in een filmproductie met Warren Beatty. Ze had eerder met hem gewerkt en de opnamen als extreem moeilijk ervaren. Het was regisseur Arthur Penn die de verlossing bracht. Hij was zeer gecharmeerd van de jonge, nog vrijwel onbekende, Faye Dunaway. Hij had haar gezien in haar debuutfilm The Happening (1967) en vond haar perfect voor de rol van Bonnie Parker. Beatty was het met hem eens en Dunaway werd gecontracteerd.

### Overige acteurs
Acteur Gene Wilder debuteerde in Bonnie en Clyde als de begrafenisondernemer Eugene Grizzard. De rol van zijn vriendinnetje in de film Velma Davis ging naar Evans Evans, de vrouw van regisseur John Frankenheimer. De totaal onbekende Mabel Cavitt kreeg de rol van de moeder van Bonnie. Cavitt was een onderwijzeres die les gaf aan de lokale lagere school in de buurt van Red Oak in Texas, waar de film werd gedraaid. De opnamen trok veel aandacht van de lokale bevolking en Cavitt was een van de toeschouwers. Ze werd opgemerkt door Beatty en Penn die haar aantrokken voor de rol van Mrs. Parker.
Gene Hackman had al in verschillende films gespeeld, maar altijd in kleinere rollen. In 1964 speelde hij samen met Warren Beatty in Lilith. Beatty herinnerde zich Hackman bij de selectie van de rol van Buck Barrow, de broer van Clyde. Hackman werd gecontracteerd en via Bonnie and Clyde brak hij definitief door in Hollywood.

## Productie

### Ruzie op de set
De film werd grotendeels opgenomen in Texas en de locatiescouts wisten zelfs de plekken te achterhalen waar de echte Bonnie en Clyde hun overvallen pleegden. Hoewel het scenario al was herschreven, bleef Robert Towne in de buurt van de opnamen om nog laatste veranderingen te kunnen aanbrengen. Ook werkte hij al vast aan het scenario van Shampoo, een film die Warren Beatty in 1975 zou produceren. Er waren al snel onenigheden tussen Beatty en de studio, en Beatty en regisseur Penn. Beatty wilde de film in zwart-wit opnemen maar kreeg geen toestemming van Warner Bros. De samenwerking tussen Beatty en Penn was helemaal ver te zoeken. Beatty ging over letterlijk alles met Penn in discussie. Soms moest de filmploeg uren wachten voordat er weer gefilmd kon worden. Penn wilde bijvoorbeeld een scène filmen waarbij Bonnie en Clyde doen alsof ze dood zijn. Beatty vond dit veel te pretentieus, maar gaf Towne toch opdracht de scène te schrijven. Al snel bleek dat Beatty gelijk had, maar Towne adviseerde hem de zaak niet op de spits te drijven, omdat naar zijn mening Penn gewoon niet wilde toegeven dat hij verkeerd zat. Na een aantal weken verdween het idee voor de scène naar de achtergrond en daarna geheel uit het scenario.

### Het beeld van de Grote Crisis
Penn wilde aanvankelijk een realistisch beeld geven van het leven op het Amerikaanse platteland tijdens de Grote Crisis van de jaren dertig. Hij bekeek de foto's van fotograaf Walker Evans die de Grote Crisis met al zijn ellende en armoede had gefotografeerd en de posters van de National Recovery Administration (NRA), de organisatie die de Amerikaanse overheid inzette om het land weer op te bouwen.

Maar op het moment dat Penn de opnames maakte van de scène waarbij Bonnie wordt verenigd met haar familie wilde hij meer het romantische aspect van het verhaal benadrukken en gebruikte hij slow-motion en versluierde beelden om het gevoel te geven van een droom. Soms viel een beeld de makers in de schoot. Bij de opnames van de scène waarbij Clyde Bonnie aanspreekt nadat ze was weggelopen, schoof een wolk voor de zon en viel een onverwachte schaduw over Faye Dunaways gezicht. Penn besloot de opname te handhaven omdat hij het zag als een symbolische schaduw die het einde van het gangsterduo aankondigt.
Hoewel het weer over het algemeen goed was, kreeg de filmploeg te maken met koudefront. Net op dat moment moesten Beatty en Dunaway, zogenaamd met verwondingen, door een rivier waden. Het was zo koud dat de acteurs bleven bibberen van de kou. Uiteindelijk kostte het drie dagen om de scène op te nemen. Ook actrice Faye Dunaway wilde het sombere beeld van de Grote Crisis benaderen in de kleding van Bonnie en zocht naar versleten, afgedankte kleding. Kostuumontwerpster Theadora Van Runkle stelde echter voor om Bonnie met meer glamour te omgeven en kwam met halflange rokken, baretten en jacks. Met name de baret werd een hit. De verkoop van de baret steeg in de Verenigde Staten enorm na het verschijnen van Bonnie and Clyde in de bioscoop.

### Ontploffingen en bloed
De film kenmerkte zich door rauw geweld. Met name de eindscène waarbij Bonnie en Clyde door een spervuur van machinegeweren worden getroffen is luguber en uitermate bloederig. Mede als gevolg van de Hays Code lieten Hollywoodfilms tot die tijd nooit van deze bloedige scènes zien. Als iemand werd geraakt door een kogel, zag je de man of vrouw vallen, maar verder niet. Bij Bonnie and Clyde werden voor het eerst squibs gebruikt, een squib is een kleine explosieve lading vastgemaakt aan een zakje bloed. Het wordt aangebracht onder de kleding van de acteurs en tot ontploffing gebracht. Het geeft het effect alsof het lichaam wordt getroffen door een kogel. Voor de dramatische climax in de film werden Beatty en Dunaway over hun hele lichaam voorzien van squibs. Er werden zelfs kleine squibs op hun gezicht aangebracht en toegedekt met make-up. Vervolgens werden de squibs achter elkaar tot ontploffing gebracht. Aanvankelijk was het de bedoeling dat de opnames zouden bevriezen en er alleen het geluid van machinegeweren te horen was. Penn wilde echter een meer gechoreografeerde scène, waarbij de acteurs letterlijk een pirouette zouden maken als ze 'getroffen' werden. In haar autobiografie, Looking for Gatsby omschrijft Dunaway wat er gebeurde toen de squibs ontploften. Het was alsof ze getroffen werd door elektrische schokken en ze maakte als vanzelf een soort St.-Vitusdans.

## Historie en film
Wie alleen de film heeft gezien zal teleurgesteld zijn bij het zien van foto's van de echte Bonnie en Clyde. Warren Beatty en Faye Dunaway leken in niets op de personages die ze moesten voorstellen. Hun kleding is veel te modebewust en chic, en op de foto's lijken de echte Clyde en Bonnie veel fletser en armoediger. De film wijkt in meer opzichten af van de werkelijkheid. De bende van het tweetal bijvoorbeeld was veel groter en C.W. Moss uit de film is in feite de samenvoeging van twee bendeleden, William Daniel "W.D." Jones en Henry Methvin. Zo werden er meer zaken versimpeld of samengevoegd. Hieronder een kleine greep uit de verschillen tussen fictie en werkelijkheid bij Bonnie en Clyde.
- De begrafenisondernemer die door de echte Bonnie en Clyde werd ontvoerd heette H.D. Darby en niet Eugene Grizzard zoals in de film. Een vrouwelijke kennis van Darby, Sophia Stone, werd ook ontvoerd. Ze heette niet Velma Evans en was zeker niet de vriendin van Grizzard.
- Texas Ranger Frank Hamer heeft echt bestaan, maar werd niet zoals in de film door de bende gevangengenomen en vernederd. Hamer was al gepensioneerd, maar kwam speciaal voor de jacht op Bonnie en Clyde terug. Hij had de leiding bij de hinderlaag die het gangsterduo fataal werd. Tot aan de hinderlaag had Hamer Bonnie en Clyde nooit gezien of gesproken. De weduwe van Hamer en zijn zoon waren zo geschokt door de scène waarin Hamer in de film wordt vernederd, dat ze Warner Bros. een proces aandeden. De zaak werd geschikt en de nabestaanden van Hamer ontvingen een onbekend bedrag.
- De dodelijke hinderlaag waarin Bonnie en Clyde liepen, had ook een ander verloop. In de film stapt Clyde ongewapend uit de auto en wordt de indruk gewekt dat Bonnie geen wapens heeft. Dit geeft de suggestie van een koelbloedige executie door de overheid. In werkelijkheid bleven zowel Bonnie als Clyde in de auto zitten, hun wapens klaar voor actie. Ze werden doodgeschoten terwijl ze in de auto zaten die werd doorzeefd door machinegeweervuur.
- De foto's die in de film te zien zijn, waren gebaseerd op foto's die de politie in 1933 vond. Althans men vond een onontwikkeld rolletje film in een verlaten schuilplaats van de bende in Joplin, Missouri. De foto's laten onder andere Bonnie zien met een pistool en een sigaar in haar mond. In de film wordt gesuggereerd dat de bende zelf de foto's, samen met gedichten naar de pers stuurde. In werkelijkheid was dit de politie. Ook werd maar één gedicht, Suicide Sal aan de pers afgegeven. De rest van de gedichten van Bonnie Parker werden postuum gepubliceerd door haar moeder. Bonnie Parker rookte overigens geen sigaren, ze was verslaafd aan sigaretten. De publicatie van de Joplinfoto's versterkten het beeld dat Bonnie een gangstermeisje was en maakte haar beruchter dan ze was. In werkelijkheid heeft de echte Bonnie Parker vermoedelijk nooit op iemand geschoten.
- Blance Barrow, de vrouw van Buck (Clydes broer) was nog in leven toen de film uitkwam. Blanche was het helemaal eens geweest met het originele scenario, maar had grote moeite met de herschreven teksten van Towne. In een interview verklaarde ze dat ze werd afgeschilderd als het "achtereind van een schreeuwend varken".[bron?] Ze bleef echter bevriend met Warren Beatty. W.D. Jones, het enige andere bendelid dat nog leefde vond ook dat hij verkeerd werd afgebeeld. Hij diende een aanklacht in tegen Warner Bros. omdat hij werd afgebeeld als een verrader en dat hij slechter werd afgeschilderd dan hij was. De zaak kwam nooit voor. In 1974 werd Jones doodgeschoten door de jaloerse vriend van een vrouw die hij probeerde te helpen.[bron?]

## Prijzen
Oscars
Gewonnen
- Beste vrouwelijke bijrol - Estelle Parsons
- Beste camerawerk - Burnett Guffey

Genomineerd
- Beste film - Warren Beatty
- Beste regie - Arthur Penn
- Beste mannelijke hoofdrol - Warren Beatty
- Beste vrouwelijke hoofdrol - Faye Dunaway
- Beste mannelijke bijrol - Gene Hackman
- Beste mannelijke bijrol - Michael J. Pollard
- Beste scenario - David Newman, Robert Benton

BAFTA Awards
Gewonnen
- Beste nieuwkomer - Faye Dunaway
- Beste nieuwkomer - Michael J. Pollard

Genomineerd
- Beste film - Arthur Penn
- Beste buitenlandse acteur - Warren Beatty

Golden Globes
Genomineerd
- Beste dramafilm
- Beste acteur in een dramafilm - Warren Beatty
- Beste actrice in een dramafilm - Faye Dunaway
- Beste regie - Arthur Penn
- Beste scenario - David Newman, Robert Benton
- Beste mannelijke bijrol - Michael J. Pollard
- Beste mannelijke nieuwkomer - Michael J. Pollard